# Assedio di Corfinio
L'assedio di Corfinio (l'antica Corfinium) fu posto all'inizio della guerra civile scoppiata tra Gaio Giulio Cesare e gli optimates capeggiati da Gneo Pompeo Magno.

## Contesto storico
Il senato, intimorito dai successi in Gallia di Cesare, aveva dunque deciso di favorire Pompeo, nominandolo consul sine collega nel 52 a.C., perché frenasse le ambizioni del suo vecchio alleato. Negli anni seguenti il senato aveva fatto in modo che i consoli eletti fossero sempre appartenenti alla factio dei pompeiani e che osteggiassero dunque le mosse del proconsole di Gallia; Cesare, di contro, aveva in mente di ottenere il consolato per il 49 a.C., in modo da poter tornare a Roma senza divenire oggetto di procedure penali e, una volta rientrato nell'Urbe, impadronirsi del potere. Per questo, nel 50 a.C., gestendo le sue scelte politiche dalla Gallia Cisalpina, richiese al senato la possibilità di candidarsi al consolato in absentia, ma se la vide nuovamente negare, come già era successo nel 61 a.C. Comprese le intenzioni del senato, Cesare riuscì a far eleggere come tribuni della plebe, i fidati Marco Antonio e Gaio Scribonio Curione, i quali proposero che sia Cesare, sia Pompeo sciogliessero le loro legioni entro la fine dell'anno. Il senato, invece, ingiunse a entrambi i generali di inviare una legione per la progettata spedizione contro i Parti, mentre elesse consoli per il 49 a.C. Lucio Cornelio Lentulo Crure e Gaio Claudio Marcello, feroci avversari di Cesare. Il proconsole delle Gallie ordinò allora ad Antonio e Curione di avanzare una nuova proposta in senato, chiedendo di poter restare proconsole, conservando solo due legioni e candidandosi in absentia al consolato. Sebbene Cicerone fosse favorevole alla ricerca di un compromesso, il senato, spinto da Catone, rifiutò la proposta di Cesare, ordinando anzi che sciogliesse le sue legioni entro la fine del 50 a.C. e tornasse a Roma da privato cittadino per evitare di divenire hostis publicus.

### Casus belli
Il primo gennaio del 49 a.C., Cesare fece consegnare dal tribuno della plebe, Gaio Scribonio Curione, una lettera-ultimatum ai consoli di quell'anno, Lucio Cornelio Lentulo Crure e Gaio Claudio Marcello, proprio nel giorno in cui entravano in carica. La lettera venne a fatica letta in Senato, ma non se ne poté discutere poiché la maggioranza era ostile a Cesare. Tra questi vi era anche il suocero di Pompeo, Quinto Cecilio Metello Pio Scipione Nasica. Qualcuno riuscì a parlare a vantaggio di Cesare, ma soprattutto a favore della pace, come Marco Calidio e Marco Celio Rufo, i quali ritenevano che Pompeo dovesse partire per le proprie province, in modo da eliminare ogni possibile ragione di guerra. Essi credevano che Cesare temesse che le due legioni che gli erano appena state sottratte per la guerra partica (legio I e XV), sarebbero state invece riservate proprio a Pompeo, forse per il fatto di essere state accampate vicino a Roma. Il violento intervento del console Lucio Lentulo mise però a tacere le richieste dei due senatori, tanto che i più si associarono alla richiesta di Scipione che chiedeva:
(Cesare, De bello civili, I, 2.)
Sciolta quindi l'adunanza del Senato, furono convocati da Pompeo tutti i senatori. Alcuni di loro furono lodati, altri incoraggiati a mantenere la posizione ostile nei confronti del proconsole delle Gallie, altri ancora ripresi e spronati qualora fossero titubanti sul da farsi. Furono quindi richiamata di ogni parte molti soldati dei vecchi eserciti di Pompeo con la promessa di premi e promozioni, mentre si convocano quelli delle due legioni consegnate da Cesare al Senato (la I e la XV). Fu così che la città si riempì di commilitoni di Pompeo, di tribuni, centurioni e evocati. A tutti questi si radunano tutti gli amici dei consoli e di Pompeo, oltre a quelli che mostravano vecchi rancori nei confronti di Cesare.
Fu allora che i tribuni della plebe, Marco Antonio e Quinto Cassio Longino, posero il loro veto. Secondo quanto ci racconta Velleio Patercolo e Appiano, fu Cesare ad ordinare ai due tribuni della plebe di osteggiare il senato, dando la colpa agli optimates di aver ostacolato i parenti di Cesare nell'informarlo, oltre a non aver rispettato il diritto di veto ai tribuni della plebe, che «Lucio Cornelio Silla aveva sempre rispettato». Il 7 gennaio, in seguito ad un ultimatum del Senato nei confronti di Cesare, in cui gli si intimava di restituire il comando militare, i tribuni Antonio e Cassio Longino fuggirono da Roma, rifugiandosi presso Cesare a Ravenna.
Nei giorni che seguirono, Pompeo radunò il senato fuori Roma, lodandone il coraggio e la fermezza, e lo informò delle proprie forze militari. Si trattava di un esercito di ben dieci legioni. Il senato riunito propose allora di effettuare nuove leve in tutta Italia. Furono quindi distribuite le province a cittadini privati, due delle quali erano consolari e il resto pretorie: a Scipione toccò la Siria, a Lucio Domizio Enobarbo la Gallia. Tutto ciò accadde senza che i poteri fossero stati ratificati dal popolo, al contrario si presentarono in pubblico col paludamento e, dopo aver fatto i dovuti sacrifici, i consoli lasciarono la città; vennero quindi disposte leve in tutta Italia; si ordinano armi e denaro dai municipi, anche sottraendolo ai templi.

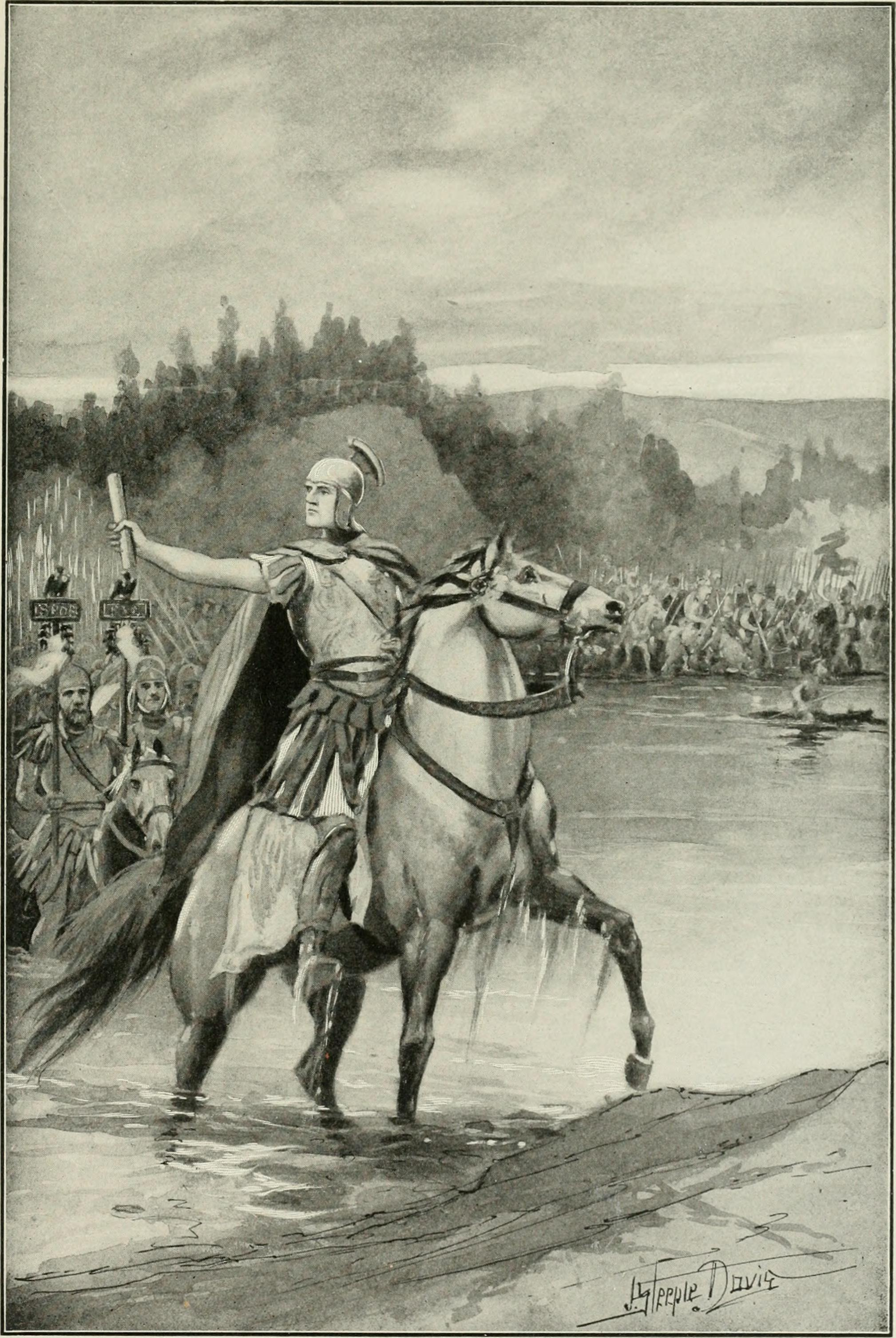
Cesare attraversa il Rubicone

Cesare, quando ebbe notizia di quello che stava accadendo a Roma, arringò le truppe (adlocutio) dicendo loro che, pur dolendosi delle offese arrecategli in ogni occasione dai suoi nemici, era dispiaciuto che l'ex-genero, Pompeo, fosse stato sviato dall'invidia nei suoi confronti, lui che l'aveva da sempre favorito. Si rammaricò inoltre che il diritto di veto dei tribuni fosse stato soffocato dalle armi. Esorta pertanto i soldati, che per nove anni avevano militato sotto il suo comando, a difenderlo dai suoi nemici, ricordandosi delle tante battaglie vittoriose ottenute in Gallia e Germania. Fu così che:
(Cesare, De bello civili, I, 7.)
Dopo aver arringato le truppe ed aver così ottenuto il loro benestare, Cesare partì con la legio XIII alla volta di Rimini (Ariminum). Sappiamo che nella notte dell'11 gennaio del 49 a.C. passò il Rubicone. Egli, forse pronunciando la famosa frase Alea iacta est attraversò il fiume che rappresentava il confine dell'Italia romana, alla guida di una sola legione, dando così inizio alla Guerra civile. Gli storici non concordano su ciò che Cesare disse nella traversata del Rubicone. Le due teorie più diffuse sono Alea iacta est («Il dado è tratto»), e Si getti il dado! (un verso del poeta greco Menandro suo commediografo preferito). Svetonio ed altri autori riportano «Iacta alea est».
Con il passaggio del Rubicone, Cesare aveva dichiarato ufficialmente guerra al senato (optimates), divenendo però nemico della res publica romana. È altresì vero che la risposta fornita dai consoli e Pompeo, venne giudicata da Cesare un'ingiustizia:
(Cesare, De bello civili, I, 11.)
L'avanzata di Cesare in Italia fu talmente rapida da provocare il panico a Roma, tanto che il console Lentulo fuggì dalla capitale, dopo aver aperto l'erario pubblico (aerarium sanctius) per prelevare il denaro da consegnare a Pompeo, secondo quanto era stato stabilito nel decreto del senato. L'altro console, Marcello, e la maggior parte dei magistrati lo seguirono. Gneo Pompeo invece era già partito il giorno precedente per recarsi presso le due legioni ricevute da Cesare (legio I e XV), che si trovavano in Puglia nei quartieri invernali (hiberna). Vennero inoltre interrotte le leve nei paesi intorno a Roma. Solo a Capua furono arruolati quei coloni che vi erano stati stabiliti con la legge Giulia del 59 a.C..
Intanto Cesare mosse da Osimo ed attraversò l'intero Piceno. Tutte le prefetture di quelle regioni lo accolsero con grande entusiasmo, rifornendo il suo esercito di tutto il necessario. Anche la città di Cingoli (Cingulum), che era stata organizzata da Tito Labieno, giunsero ambasciatori che si mostrarono fedeli a Cesare, pronti ad eseguire i suoi ordini, compresi quelli di fornirgli soldati. Una volta che Cesare fu raggiunto dalla legio XII, si mise in marcia insieme alla XIII alla volta di Ascoli Piceno (Ausculum). La città era stata occupata in precedenza da dieci coorti di Publio Cornelio Lentulo Spintere, il quale quando venne a sapere che un grosso esercito marciava contro di lui, tentò di fuggire ma le sue truppe lo abbandonarono. Raggiunto con pochi uomini di scorta Lucio Vibullio Rufo, mandato da Pompeo nel Piceno per arruolare nuovi soldati, si pose sotto la sua protezione. Vibullio riuscì a riunire tredici coorti, tra le quali vi erano le sei di Lucilio Irro, che erano fuggite da Camerino. Con queste truppe, tutti insieme raggiunsero a tappe forzate Domizio Enobarbo a Corfinio, che aveva altre venti coorti (raccolte ad Alba Fucens, oltreché nei territori di Marsi e Peligni), raggiungendo così il totale di trentatré coorti.

## Assedio
Una volta arresasi Fermo (Firmum) e cacciato Lentulo, Cesare ordinò di recuperare quei soldati che avevano abbandonato il pompeiano attraverso una leva. Dopo essersi fermato un giorno per fare rifornimento di viveri, marcia su Corfinio (Corfinium). Giunto in prossimità della città, si scontrò subito con cinque coorti che Domizio aveva inviato per tagliare il ponte sul fiume, che si trovava a tre miglia di distanza. Le milizie di Domizio furono respinte e si andarono a ritirare in città, inseguite dalle legioni di Cesare, che si accamparono presso le mura pronte ad assediare la città (15 febbraio).

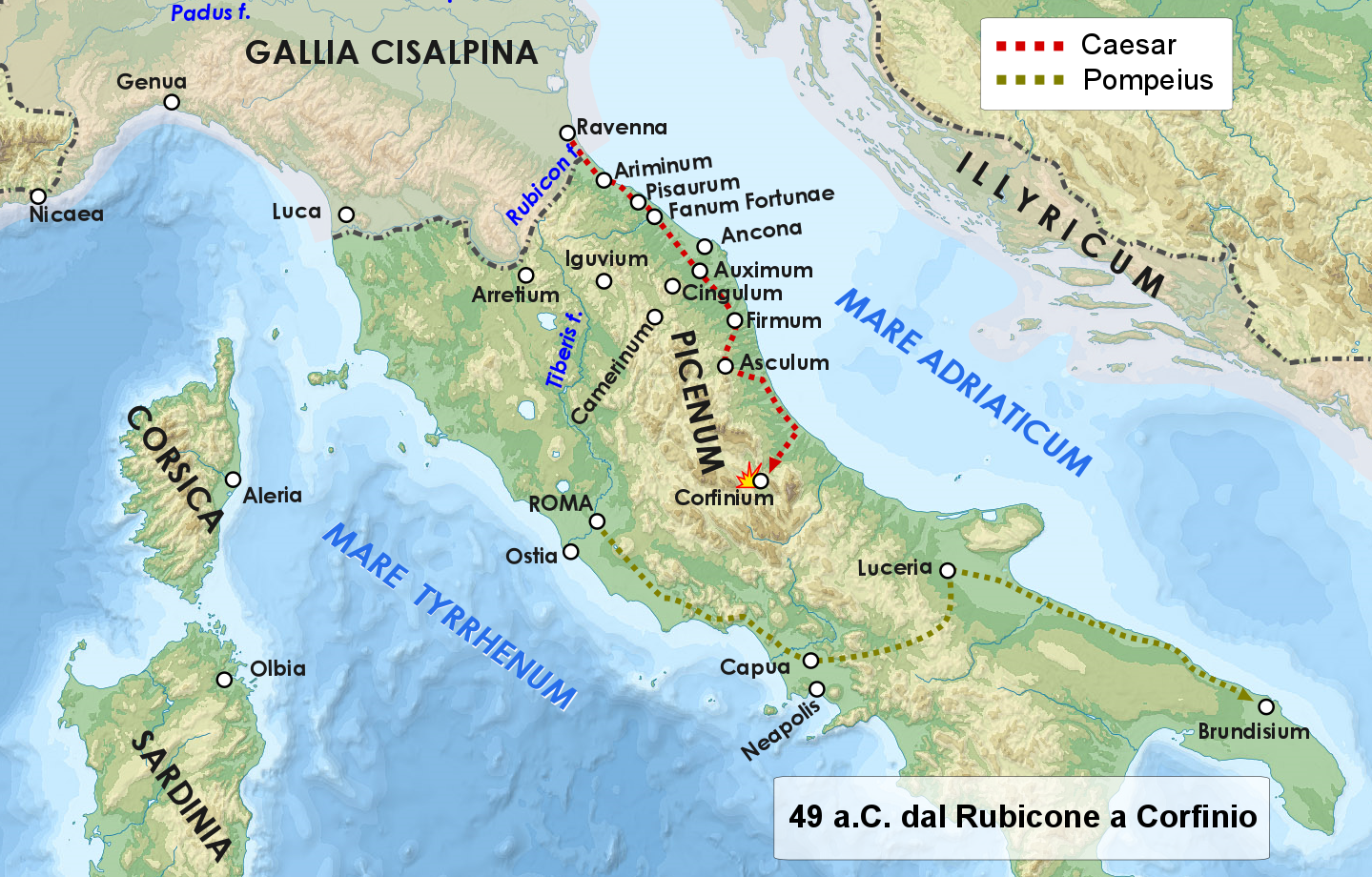
49 a.C. I movimenti di Cesare: da Ravenna a Corfinio; quelli di Pompeo: da Roma a Luceria e poi a Brundisium

Non appena Domizio venne a sapere dell'arrivo di Cesare, inviò a Pompeo una lettera in Puglia, per pregarlo di venire in suo aiuto. Egli sosteneva: 
(Cesare, De bello civili, I, 17.)
In caso contrario, si sarebbe trovato in pericolo insieme a trentatré coorti, insieme ad un gran numero di senatori e cavalieri romani. Contemporaneamente ordina ai suoi uomini di disporre in modo adeguato sulle mura le macchine militari, distribuendole tra i diversi settori cittadini; promette inoltre ai soldati terre di sua proprietà, pari a quindici iugeri a testa, e in proporzione anche a centurioni e richiamati (evocati).
Quando Cesare venne a sapere che gli abitanti di Sulmona, città a sette miglia da Corfinio, erano dalla sua parte, ma erano bloccati dal senatore Quinto Lucrezio Vespillone e da Attio Peligno, a capo di sette coorti, decise di inviare Marco Antonio con cinque coorti della legio XIII. Non appena gli abitanti di Sulmona videro le insegne cesariane, spalancarono le porte e mossero giubilanti incontro ad Antonio, mentre Lucrezio e Attio cercarono una via di fuga calandosi dalle mura. Attio fu catturato e condotto insieme alle sue coorti da Cesare, il quale unì quelle unità al suo esercito, permettendo ad Attio di andarsene incolume.
Fin dai primi giorni Cesare fece fortificare l'accampamento con imponenti opere; dispose di approvvigionarsi dai vicini municipi, mentre attendeva il resto delle sue truppe. Dopo tre giorni giunse infatti la legio VIII, insieme a 22 coorti formate dalle nuove leve della Gallia e 300 cavalieri inviati a lui dal re del Norico. Giunte queste forze, predispose un secondo accampamento dalla parte opposta della città, mettendovi a capo Curione. Poi iniziò a circondare la città con un vallum ed una serie di fortini. E quando questi lavori erano ormai giunti al termine, fecero ritorno i messaggeri inviati a Pompeo. Quest'ultimo scriveva a Domizio che non avrebbe esposto le sue forze a un rischio gravissimo accorrendo in suo soccorso; che Domizio si era ritirato nella città di Corfinio non per volere di Pompeo e che avrebbe dovuto invece raggiungerlo in Puglia con tutte le sue truppe. Ma questo non era più possibile, in quanto le fortificazioni cesariane avevano ormai circondato quasi completamente la città. Fu allora che Domizio meditò di fuggire abbandonando le sue truppe e mentendo loro, dopo avergli annunciato che Pompeo sarebbe invece venuto in loro soccorso. Quando i soldati vennero a sapere che Domizio li aveva ingannati, lo trascinarono in pubblico, facendolo prigioniero, e inviarono a Cesare degli ambasciatori, pronti ad aprirgli le porte e a consegnargli il loro comandante.

## Conseguenze
Cesare, dopo aver conosciuto questi avvenimenti, lodò quelli che erano venuti da lui e li rimanda dentro, invitandoli a custodire bene le porte e le mura per quella notte. Dispose quindi che le sentinelle e i corpi di guardia fossero disposti uno di seguito all'altro, in modo da sorvegliare tutte le fortificazioni al meglio, per impedire assalti improvvisi o l'uscita clandestina di singoli soldati. Fu così che quella notte trascorse insonne per molti. All'alba del giorno dopo, Lentulo Spintere chiese di poter avere un incontro con Cesare, che gli fu accordato. Al proconsole della Gallia chiese la grazia della vita, pregandolo di perdonarlo e ricordandogli l'antica amicizia e i benefici ricevuti da Cesare. Quest'ultimo interrompendone il discorso dice di non essere giunto:
(Cesare, De bello civili, I, 21.)
Dopo essere stato rassicurato da queste parole, Lentulo ottenne di poter tornare in città, anche per confortare gli altri, poiché risultando tanto spaventati potevano essere spinti a decisioni estreme sulla propria vita. Trascorsa la notte, Cesare fece condurre a sé tutti i senatori e i loro figli, i tribuni militari e i cavalieri romani. C'erano dell'ordine senatoriale, Lucio Domizio, Publio Lentulo Spintere, Lucio Cecilio Rufo, il questore Sesto Quintilio Varo e Lucio Rubrio. Vi erano inoltre un figlio di Domizio insieme ad altri giovani, oltre ad un gran numero di cavalieri romani e decurioni, prelevati da Domizio presso i vicini municipi. Tutti costoro furono prima protetti dagli oltraggi e dagli insulti dei soldati, poi lasciati andare in libertà. Si fece quindi consegnare dai decemviri di Corfinio sei milioni di sesterzi che Domizio depositato nell'erario e glieli restituisce. Cesare non voleva che:
(Cesare, De bello civili, I, 23.)
Fa infine prestare giuramento a tutti i soldati di Domizio e quello stesso giorno leva il campo, dopo essersi fermato a Corfinio per sette giorni. Si diresse ora in Puglia passando per le terre dei Marrucini, Frentani e Larinati.